# Monte Raymond
Il Monte Raymond (in lingua inglese: Mount Raymond) è un picco roccioso alto 2.820 m, situato 4,6 km a sudest del Monte Cecily, nella dorsale più meridionale delle Grosvenor Mountains, catena montuosa che fa parte dei Monti della Regina Maud, in Antartide. 
Fu scoperto nel corso della spedizione Nimrod (British Antarctic Expedition, 1907-1909), guidata dall'esploratore polare britannico Ernest Shackleton.
La denominazione è stata assegnata dallo stesso Shackleton in onore del suo figlio primogenito Raymond Swinford Shackleton (1905-1960). La posizione concorda con quanto riportato nelle mappe di Shackleton, anche se il monte non fa parte del Dominion Range, come da lui ritenuto, in quanto ne è separato dal Ghiacciaio Mill.